# 姚善

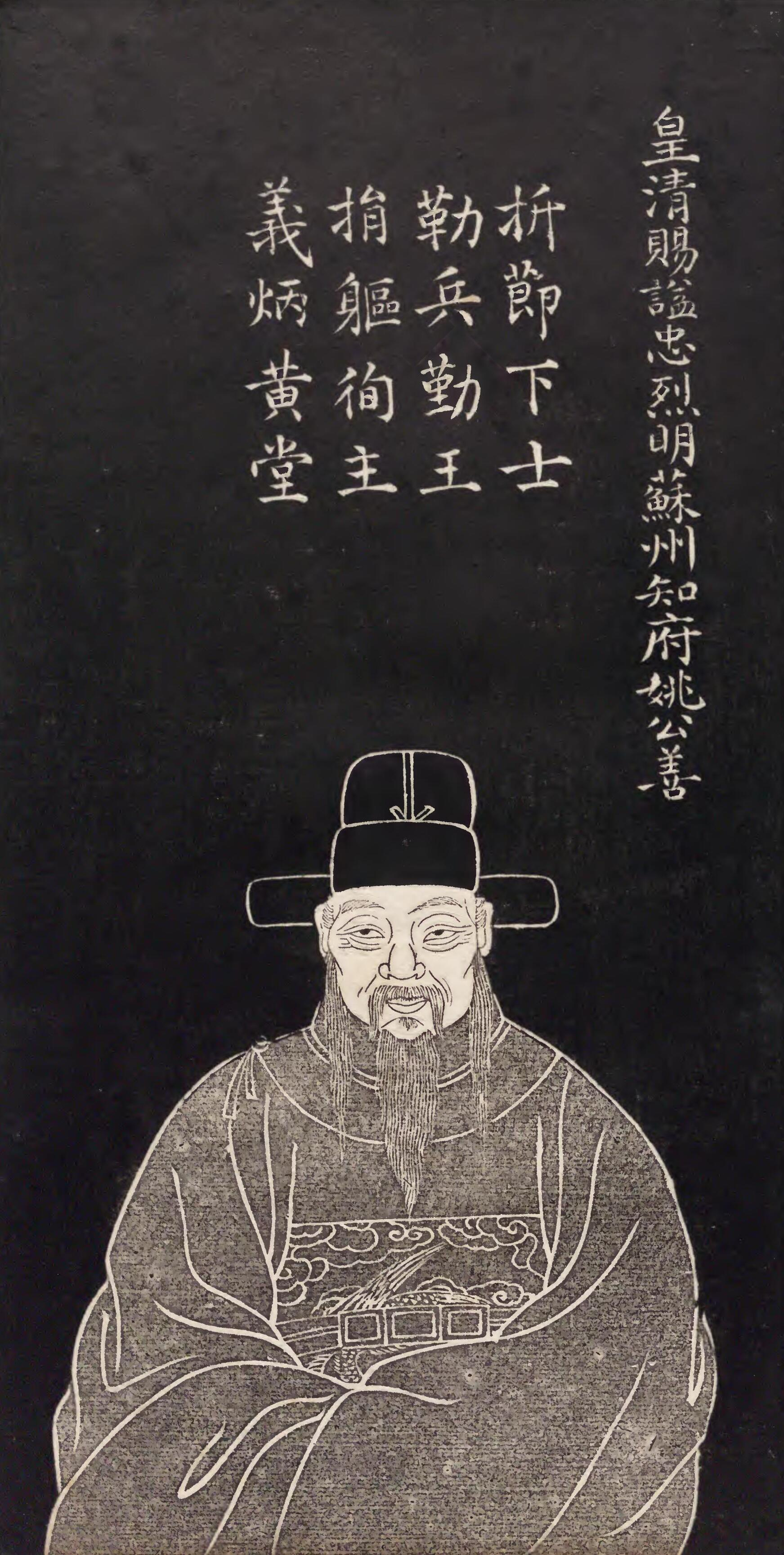
姚善像

姚善（1359年—1402年），字克一，河南江北等處行中書省德安府安陸縣（今湖北省安陸縣）人，明朝政治人物。

## 生平
洪武十七年（1384年）舉鄉試，任祁門縣縣丞，歴官任廬州府、重慶府知府。洪武三十年（1397年），任蘇州府知府。明太祖以吳俗奢僭，要求施以重法。姚善则以政持大體，吳中大治。
建文年间，燕王朱棣起兵南下，姚善密結鎮、常、嘉、松四郡守，练民兵。并举荐錢芹。建文四年（1402年），詔兼督蘇、松、常、鎮、嘉興五府兵勤王。兵士尚未集合完毕，而燕王已入京師。当时黄子澄藏匿在姚善家里，相约航海起兵。姚善答谢道：“公，朝臣，當行收兵圖興復；善，守土，與城存亡耳。”黄子澄出逃后，姚善被属下千戶許某逮捕，不屈而死。